# Tarai járás

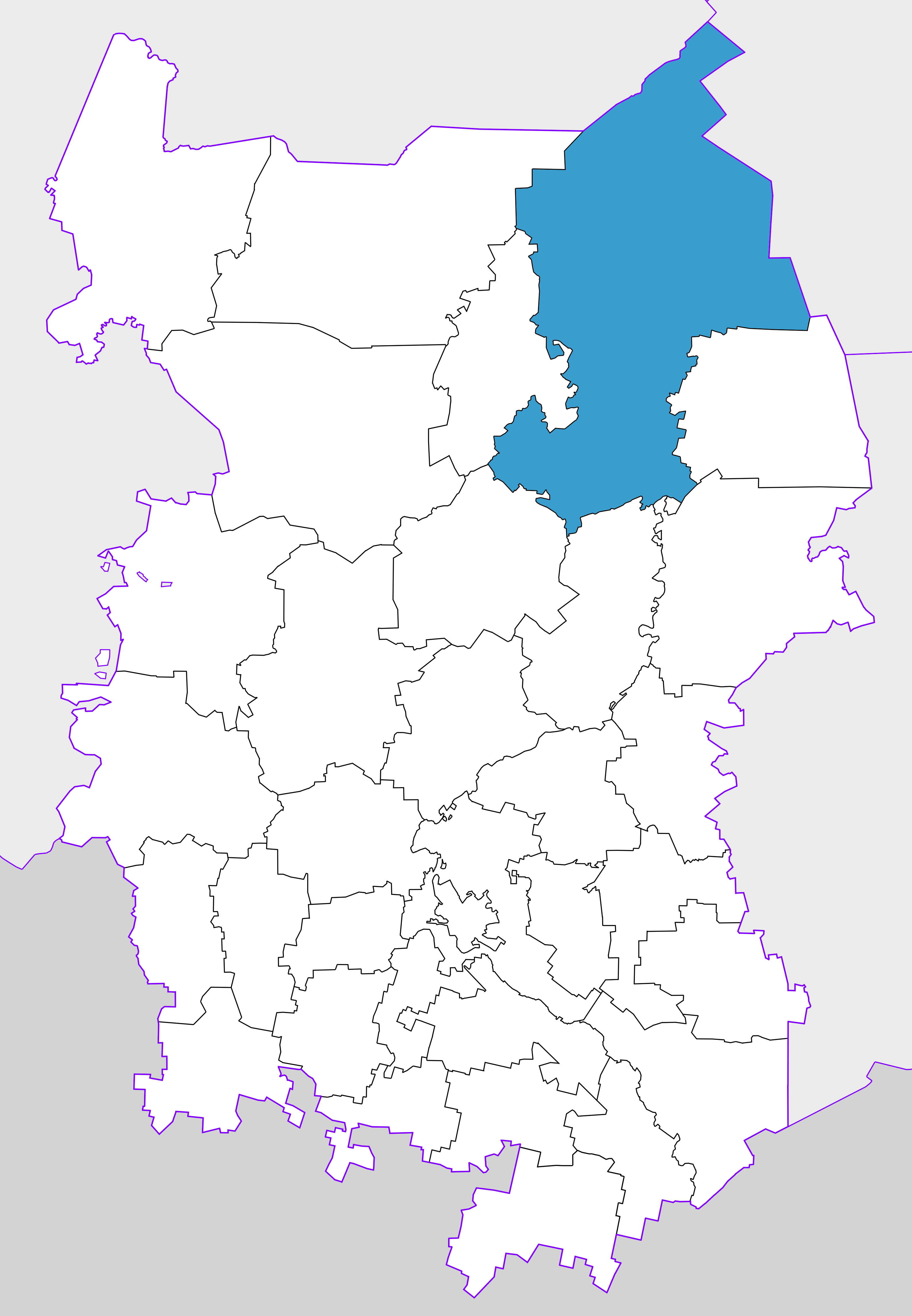
A Tarai járás az Omszki területen

A Tarai járás (oroszul Тарский район) Oroszország egyik járása az Omszki területen. Székhelye Tara.

## Népesség
- 1989-ben 25 563 lakosa volt.
- 2002-ben 22 684 lakosa volt, melynek 86,4%-a orosz, 7,9%-a tatár, 1,6%-a német, 0,9%-a ukrán, 0,7%-a észt.
- 2010-ben 19 242 lakosa volt, melynek 86,8%-a orosz, 7,7%-a tatár, 1,3%-a német, 0,6%-a ukrán, 0,1%-a kazah.